# Anthidiellum ruficeps
Anthidiellum ruficeps is een vliesvleugelig insect uit de familie Megachilidae. De wetenschappelijke naam van de soort is voor het eerst geldig gepubliceerd in 1914 door Friese.
De diersoort komt voor in Zimbabwe.